# Latisana-Lignano-Bibione
Latisana-Lignano-Bibione (włoski: Stazione di Latisana-Lignano-Bibione) – stacja kolejowa w Latisana, w regionie Friuli-Wenecja Julijska, we Włoszech. Znajdują się tu 2 perony. 
Oddalona jest od stacji Trieste Centrale o 55 minut jazdy pociągiem, a od stacji Venezia Santa Lucia 1 h i 10 min.
Stacja została otwarta w dniu 31 grudnia 1888 roku, kiedy otworto linię kolejową łączącą Portogruaro z Giorgio di Nogaro.

## Połączenia
Pociągi dalekobieżne:
- EuroStarCity do Mediolanu
- Intercity "Miramare" do Bolonii, Florencji, Rzymu, Neapolu
- InterCityNotte "Marco Polo" do Bolonii, Florencji, Rzymu, Neapolu
- InterCityNotte "Tergeste" do Ankony, Bari, Lecce
- EuroNight "Venezia" do Lublany, Zagrzebia, Budapesztu, Bukaresztu, Moskwy